# オリーブ山

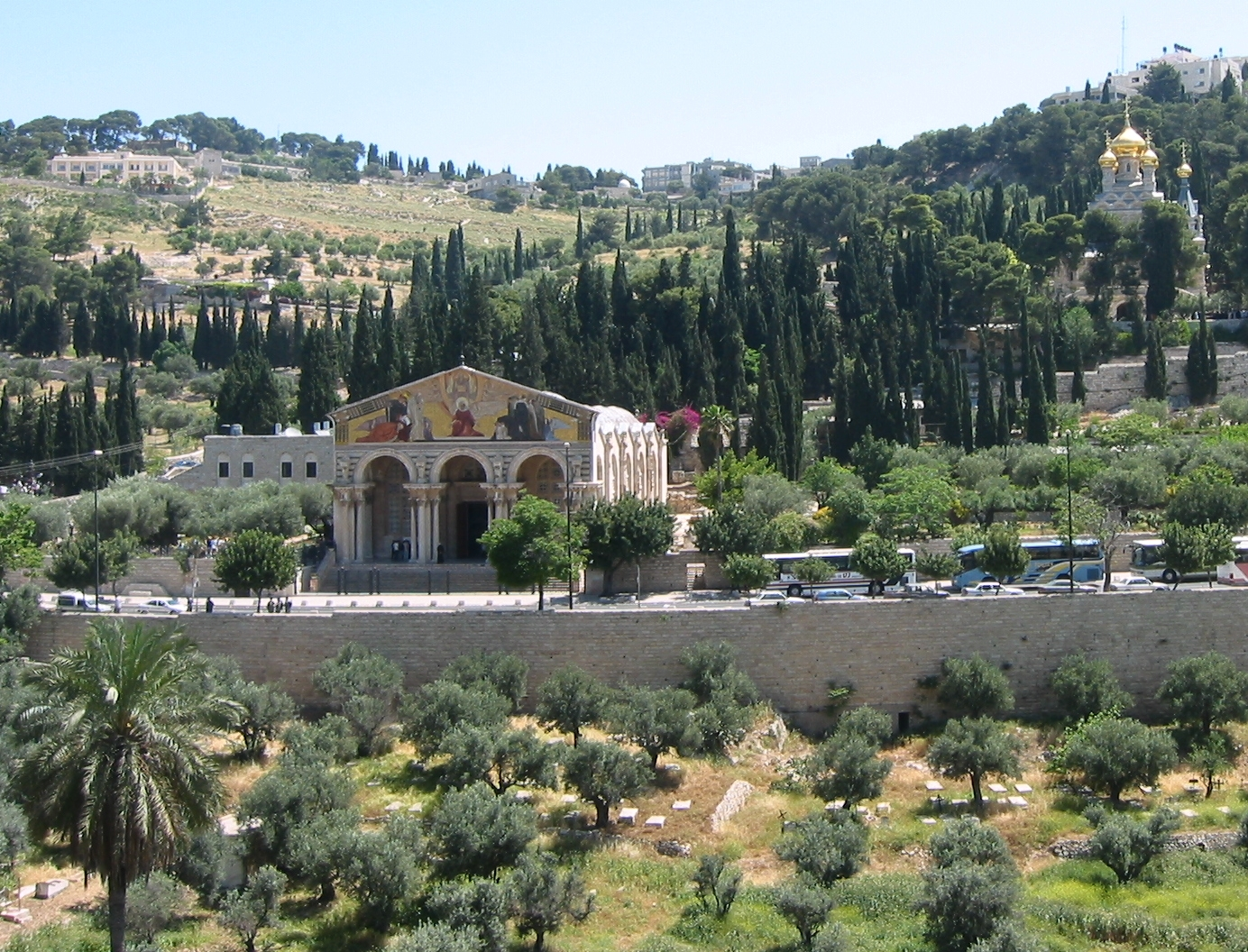
北西麓の万国民の教会とゲッセマネの園

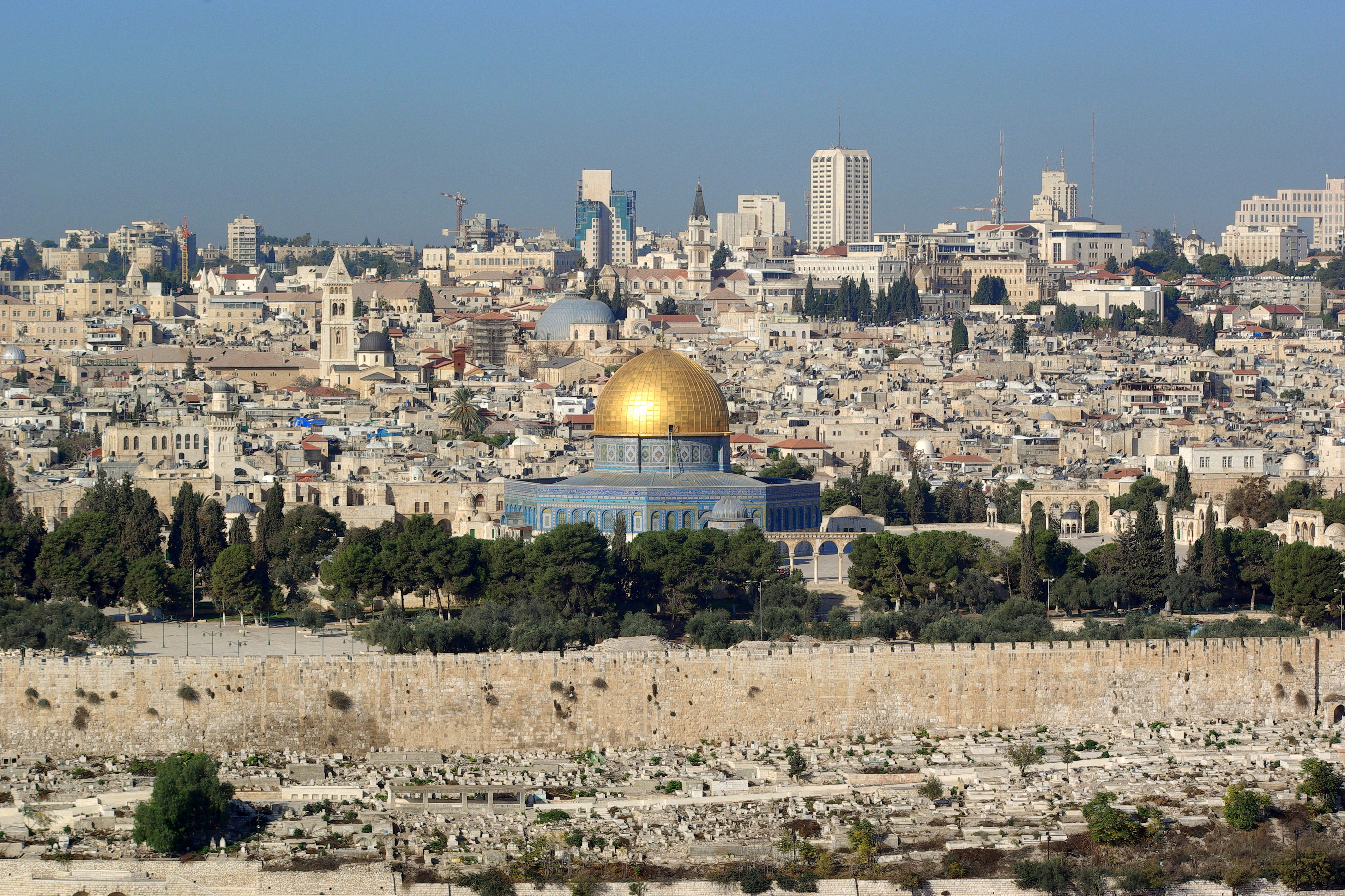
オリーブ山から見たエルサレム市街

オリーブ山（オリーブやま、ヘブライ語: הר הזיתים、Har HaZeitim、アラビア語: جبل الزيتون, الطور、Jebel az-Zeitun）は、エルサレム東郊にある丘陵。

## 概要
旧約および新約聖書にたびたび言及され、橄欖山（かんらんざん）とも訳される。海抜800mほどで、エルサレム旧市街より数十メートル高い。古くからオリーブ畑になっていたため、この名で呼ばれる。
旧市街からキドロンの谷を隔てて東にある。南東麓にはベタニア、北西麓にはゲッセマネ（「オリーブ油搾り場」という意味）の園がある。

## 歴史
旧約聖書のゼカリヤ書（14:4）で、最後の審判の日に神が立ち死者がよみがえる場所とされているため、墓地が作られるようになった。新約聖書にも数回言及される。イエスが最後のエルサレム滞在中に夜を過ごし（ルカによる福音書21:37）弟子たちに説教を行った場所（マタイによる福音書24:3など）とされ、またルカ福音書（22:39）では捕えられる前に最後の祈りを捧げた場所とされる。
第一次中東戦争でヨルダンに占領され、墓地は破壊された。しかし第三次中東戦争ではイスラエルにより奪還され、再び墓地となっている。メナヘム・ベギン首相ら有名人の墓も多い。

## ギャラリー

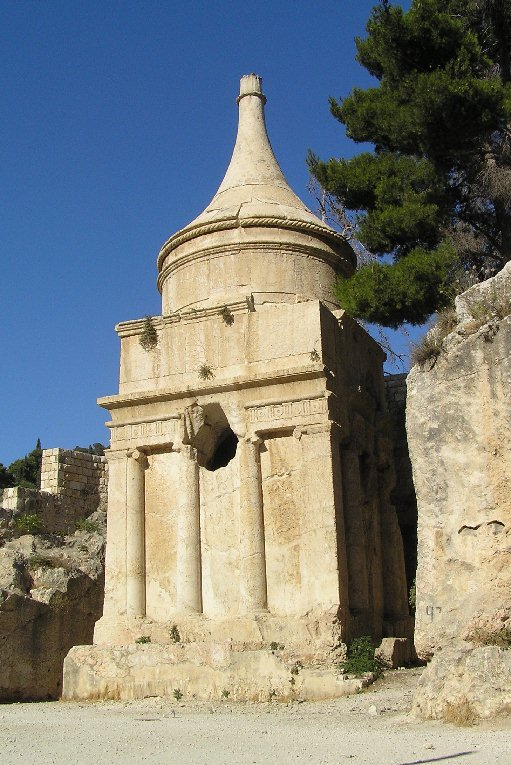
アブサロムの墓
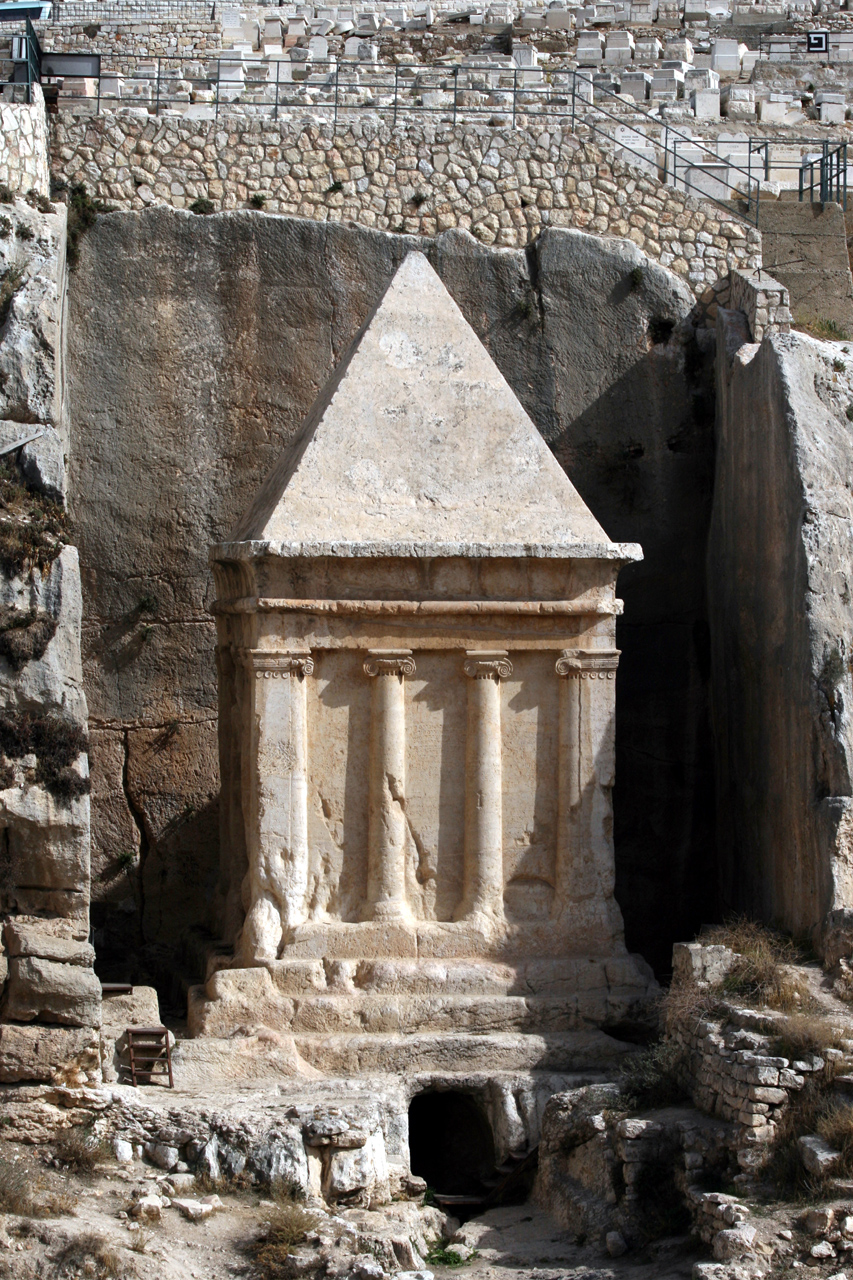
ゼカリヤの墓
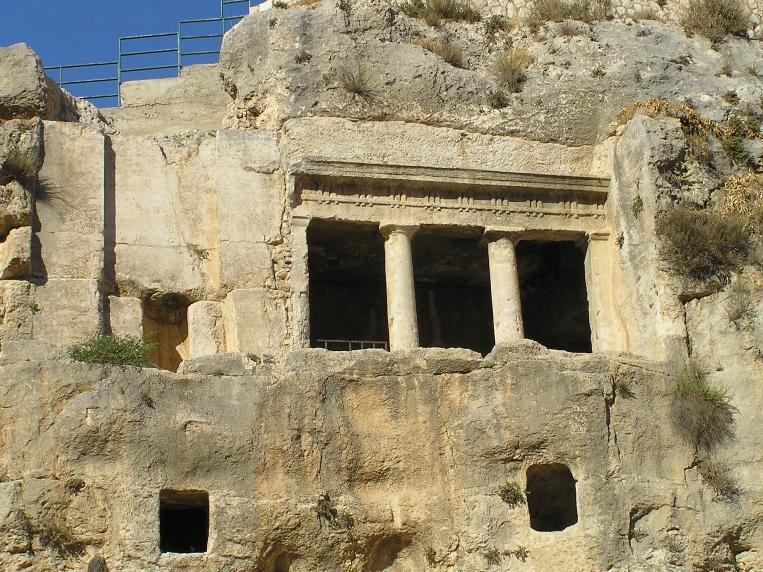
古代の洞窟の墓
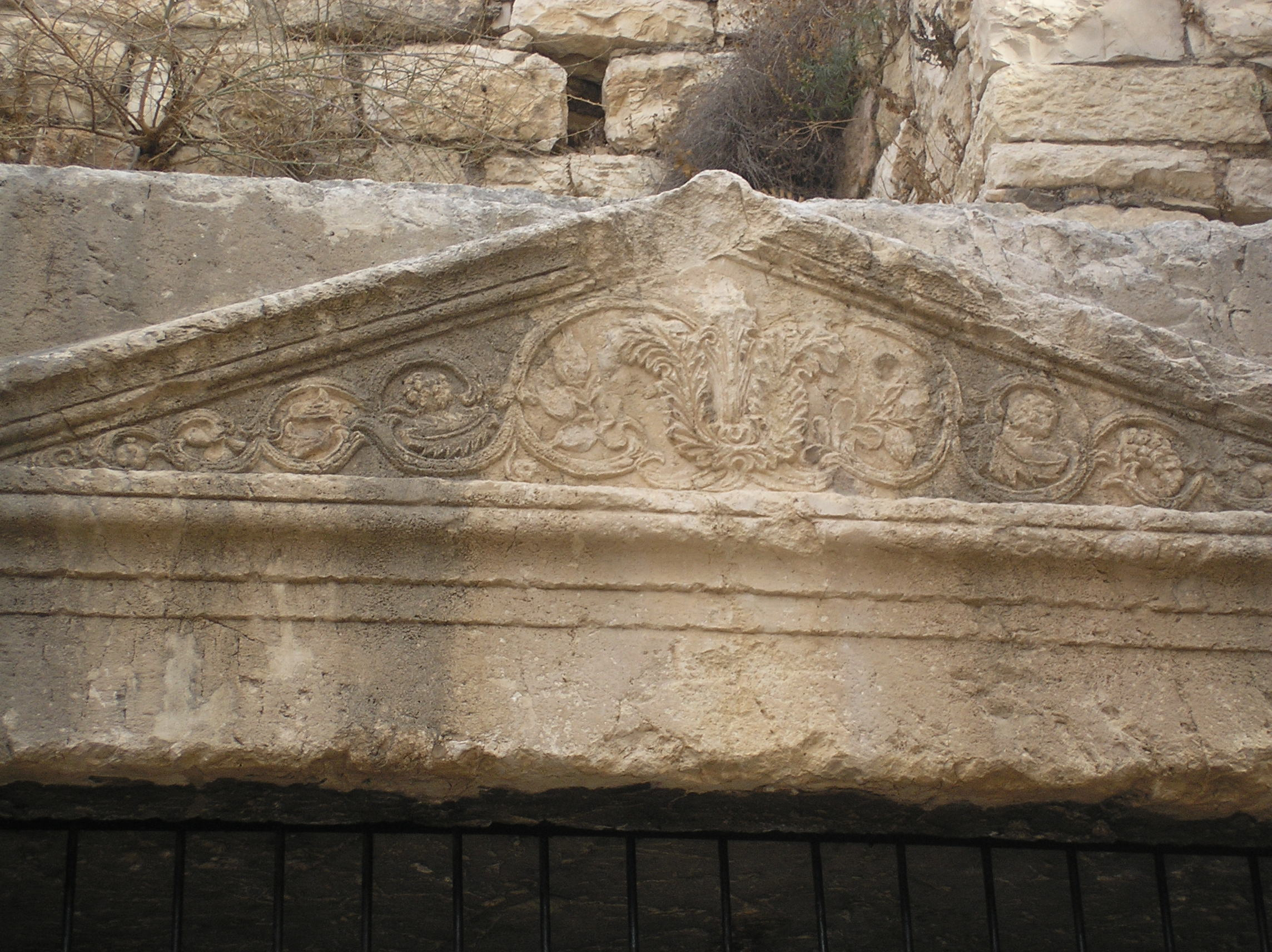
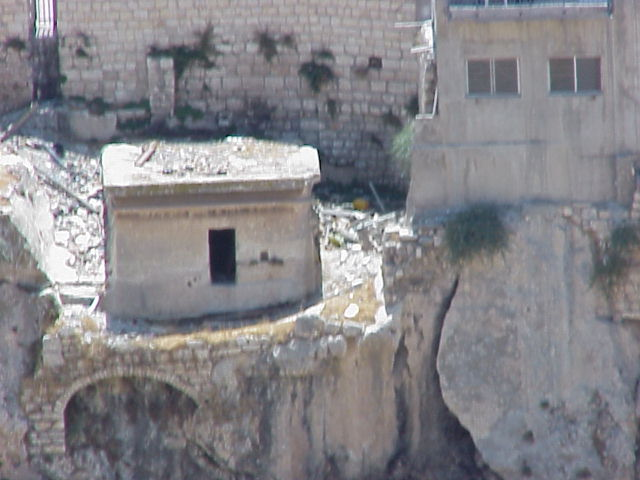
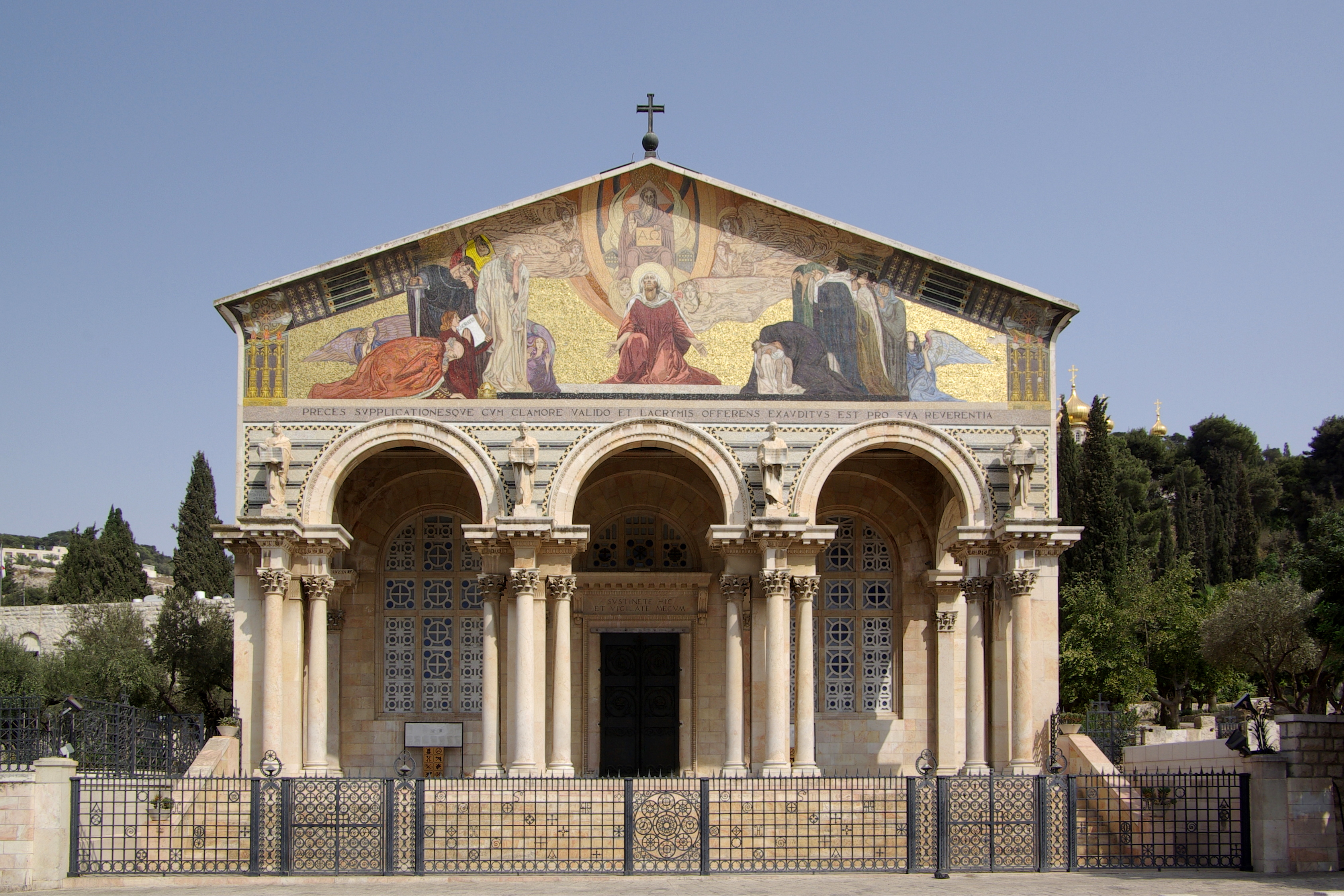
万国民の教会
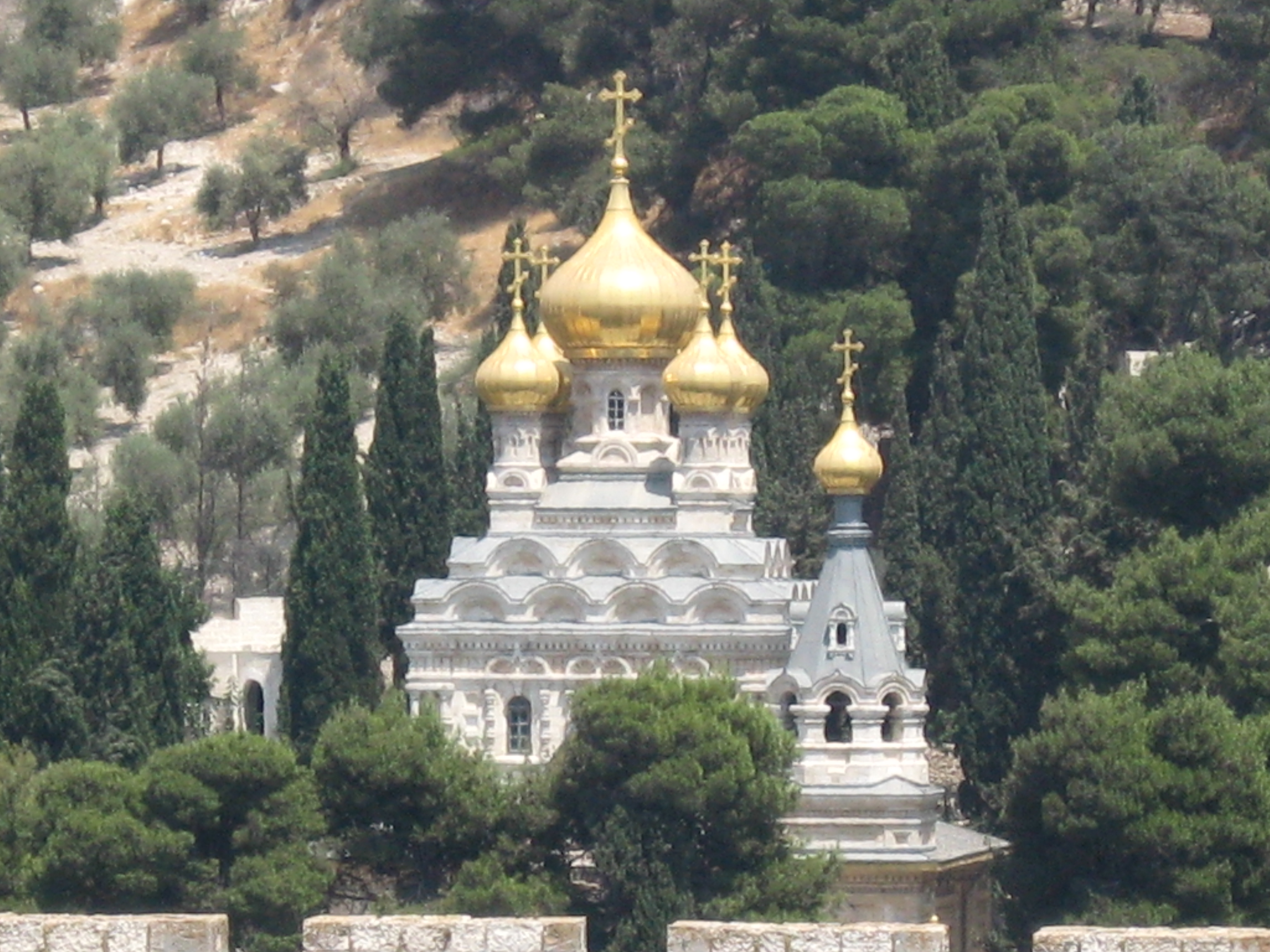
マグダラのマリア教会
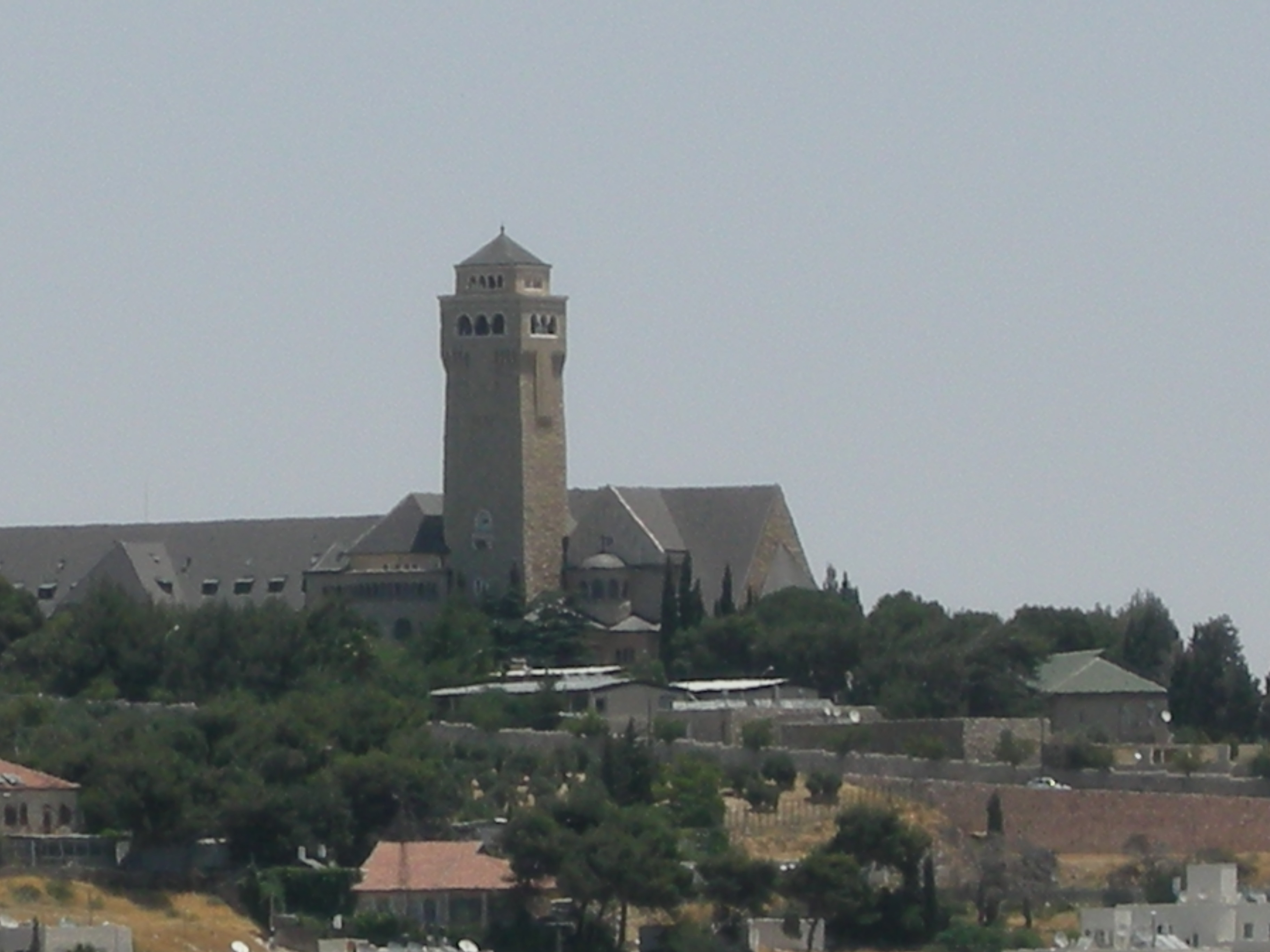
オーガスタビクトリア病院
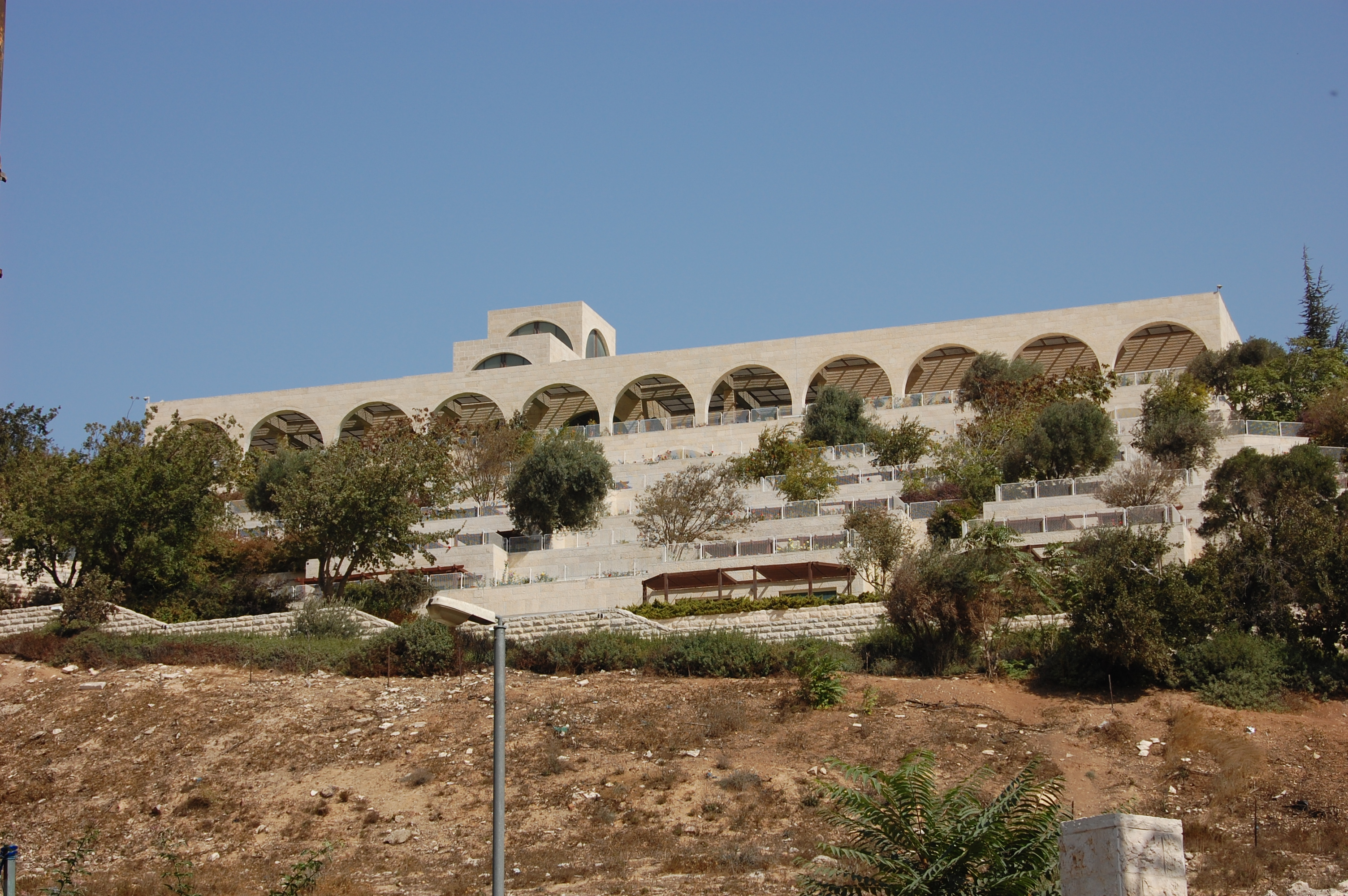
ブリガムヤング大学エルサレムセンター